# Savona Foot-Ball Club 1949-1950
Questa voce raccoglie le informazioni riguardanti  il Savona Foot-Ball Club nelle competizioni ufficiali della stagione 1949-1950.

## Rosa
| N. |                   | Ruolo | Calciatore           |
| -- | ----------------- | ----- | -------------------- |
|    | Italia (bandiera) | A     | Giovanni Bacciarello |
|    | Italia (bandiera) | C     | Giovanni Cappelli    |
|    | Italia (bandiera) | P     | R. Castagno          |
|    | Italia (bandiera) | D     | O. Dreossi           |
|    | Italia (bandiera) | A     | A. Francone          |
|    | Italia (bandiera) | C     | G. Inghina           |
|    | Italia (bandiera) | C     | R. Longoni           |
|    | Italia (bandiera) | A     | Umberto Mantero      |
|    | Italia (bandiera) | C     | Pier Ugo Melandri    |

| N. |                     | Ruolo | Calciatore        |
| -- | ------------------- | ----- | ----------------- |
|    | Italia (bandiera)   | C     | B. Molinari       |
|    | Italia (bandiera)   | C     | G. Paravagna      |
|    | Italia (bandiera)   | A     | Teresio Piana     |
|    | Italia (bandiera)   | C     | Mario Semoli      |
|    | Italia (bandiera)   | A     | A. Siccardi       |
|    | Italia (bandiera)   | A     | Mario Ventimiglia |
|    | Italia (bandiera)   | D     | Gino Vignolo      |
|    | Ungheria (bandiera) | A     | János Füzér       |